# Unión Ejidal Tierra y Libertad
Unión Ejidal Tierra y Libertad är en ort i Mexiko.   Den ligger i kommunen Tlaxco och delstaten Tlaxcala, i den sydöstra delen av landet, 90 km öster om huvudstaden Mexico City. Unión Ejidal Tierra y Libertad ligger 2 516 meter över havet och antalet invånare är 2 210.
Terrängen runt Unión Ejidal Tierra y Libertad är platt åt sydväst, men åt nordost är den kuperad. Runt Unión Ejidal Tierra y Libertad är det ganska tätbefolkat, med 56 invånare per kvadratkilometer. Närmaste större samhälle är Apan, 13,3 km nordväst om Unión Ejidal Tierra y Libertad. Trakten runt Unión Ejidal Tierra y Libertad består till största delen av jordbruksmark.